# Sinotyrannus
Sinotyrannus là một chi khủng long, được Ji Q. Ji S. & Zhang L. mô tả khoa học năm 2009.